# Guida Editori
Guida Editori es una editorial italiana con sede en Nápoles.

## Historia
En 1920, Alfredo Guida y tres de sus hermanos fundaron una tienda de libros en Port'Alba, Nápoles, centro de la futura editorial. Durante la dictadura de Mussolini, la librería se convirtió en un lugar de encuentro para intelectuales antifascistas. En 1930 la familia Guida adquirió de la editorial "Moderna" de Caserta los derechos de edición de la obras completas del filólogo Francesco D'Ovidio. El 15 de mayo de 1931, nació la casa editorial bajo la sigla "AGE", que además de las obras de D'Ovidio también publicó, poco después, dos obras de Roberto Bracco, cuyos derechos anteriormente pertenecían al editor Sandron. En 1935, a la empresa Guida le fue otorgada la medalla de oro en la Feria del Libro de Bruselas.
En los años 1960, la "sala roja" de la librería Guida fue el centro de la vida cultural napolitana, organizando encuentros y debates literarios protagonizados por figuras como Giuseppe Ungaretti, Eugenio Montale, Alberto Moravia, Roland Barthes, Jack Kerouac, Pier Paolo Pasolini, Domenico Rea, Indro Montanelli, Pierre Klossowski, Edoardo Sanguineti, Umberto Eco, Allen Ginsberg o Fernanda Pivano. En noviembre de 1983, la librería Guida fue declarada por el Ministerio de Cultura italiano bene culturale dello Stato por su actividad editorial.
Tras un cierre acontecido en 1968, la casa editorial fue reabierta por Mario Guida, publicando obras de Eugenio Garin y Bernard Groethuysen. Guida también ha editado obras de Umberto Eco, Giuseppe Galasso, Andrea Camilleri y Martin Heidegger. Entre los años 1970 y 1990, Nápoles contaba con seis librerías Guida: en Port'Alba, Piazza San Domenico Maggiore, Piazza dei Martiri y otras tres en el barrio de Vomero.
Hoy la empresa está dirigida por Diego Guida, de la tercera generación de la familia de editores.